# Lagocheirus
Genre
Synonymes
- Lagochirus Erichson, 1847
- Karadinia McKeown, 1942
- Archlagocheirus Dillon, 1957
- Sternocheirus Dillon, 1957

Lagocheirus est un genre de coléoptères de la famille des Cerambycidae répandu dans l'Amérique tropicale.

## Liste des espèces
- Lagocheirus araneiformis (Linné, 1767)
- Lagocheirus cristulatus Bates, 1872
- Lagocheirus delestali Toledo & Durán, 2008
- Lagocheirus foveolatus Dillon, 1957
- Lagocheirus funestus Thomson, 1865
- Lagocheirus giesberti Hovore in Toledo, 1998
- Lagocheirus integer (Bates, 1885)
- Lagocheirus jamaicensis Toledo & Hovore, 2005
- Lagocheirus kathleenae Hovore in Toledo, 1998
- Lagocheirus lugubris Dillon, 1957
- Lagocheirus mecotrochanter Toledo, 1998
- Lagocheirus nubila McKeown, 1942
- Lagocheirus plantaris Erichson, 1847
- Lagocheirus praecellens Bates, 1872
- Lagocheirus procerus (Casey, 1913)
- Lagocheirus rogersi (Bates, 1880)
- Lagocheirus rosaceus Bates, 1869
- Lagocheirus simplicicornis Bates, 1872
- Lagocheirus tuberculatus (Fabricius, 1787)
- Lagocheirus undatus (Voet, 1778), ravageur du Plumeria
- Lagocheirus unicolor Fisher, 1947
- Lagocheirus wenzeli Dillon, 1957
- Lagocheirus xileuco Toledo, 1998